# تمرغ (طب)
التَمَرُّغ (بالإنجليزية: Jactitation)‏ هو مُصطلحٌ طبي، وهو التَقلُب المُضجر في السرير، ويظهر في الحمى الشديدة وبعض الاضطرابات العقلية، أو يُعتبر عمومًا عبارةً عن تقلبٍ من وإلى أو انتفاضٍ في الجسم. كلمة (Jactitation) أصلها لاتيني (jactitare)، وتعني التقلب حولَ.